# 扎博洛特斯科耶湖
56°41′08″N 38°03′41″E / 56.6855°N 38.0613°E
扎博洛特斯科耶湖（俄语：Заболотское），是俄羅斯的湖泊，位於該國西部，由莫斯科州負責管轄，面積3.2平方公里，海拔高度127.8米，集水區面積355平方公里，平均水深5米。